# Станки (Судогодский район)
Станки — деревня в Судогодском районе Владимирской области России, входит в состав Вяткинского сельского поселения.

## География
Деревня расположена в 19 км на восток от центра поселения деревни Вяткино, в 27 км на юго-восток от Владимира и в 24 км к северо-западу от райцентра Судогды.

## История
В конце XIX — начале XX века деревня входила в состав Даниловской волости Судогодского уезда, с 1926 года — в Судогодской волости Владимирского уезда. В 1859 году в деревне числилось 9 дворов, в 1905 году — 10 дворов, в 1926 году — 17 хозяйств.
С 1929 года деревня входила с состав Сойменского сельсовета Судогодского района, с 1965 года — в составе Бараковского сельсовета, с 2005 года — в составе Вяткинского сельского поселения..

## Население
| 1859 | 1905 | 1926 |
| ---- | ---- | ---- |
| 40   | 59   | 86   |

| 1859 | 1905 | 1926 | 2002 | 2010 | 2021 |
| ---- | ---- | ---- | ---- | ---- | ---- |
| 40   | ↗59  | ↗86  | ↘11  | ↘6   | ↗9   |